# Ramayana

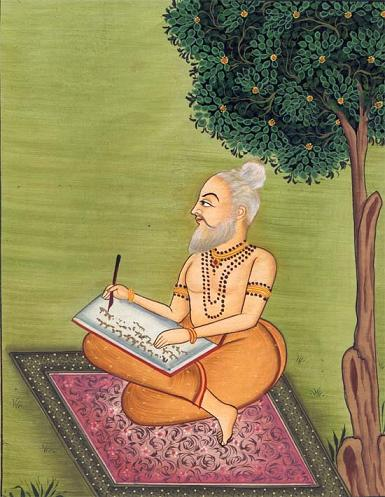
Valmiki schrijft de Ramayana.

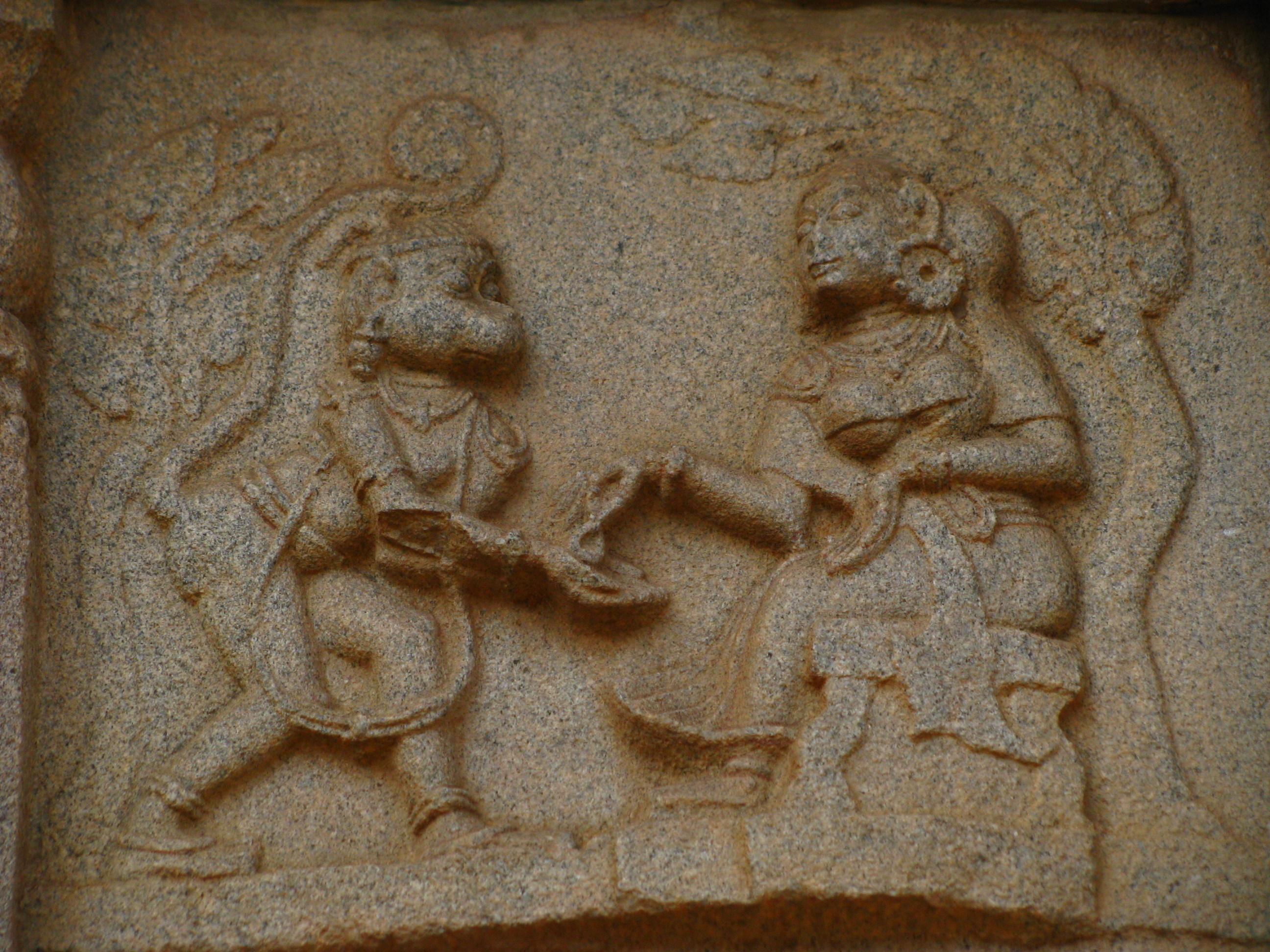
Hanuman vindt de ontvoerde Sita en neemt haar haarband mee terug naar Rama.

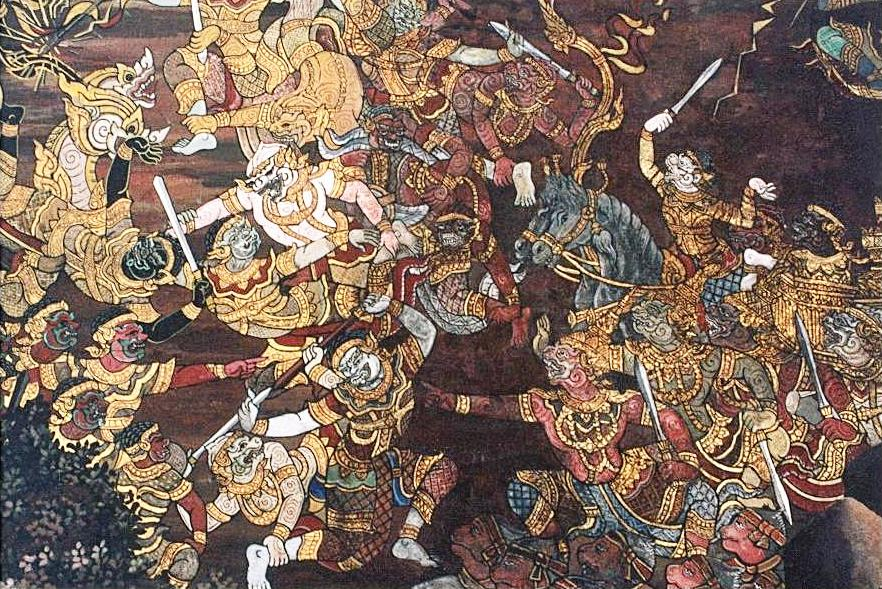
Fresco uit de Ramayana in Wat Phra Kaew, Bangkok

De Ramayana ([rɑːˈmɑːjənə], Sanskriet: रामायणम्, IAST: Rāmāyaṇam) is een omvangrijk epos uit India. Samen met de Mahabharata vormt het een belangrijke culturele hoeksteen van het hindoeïsme. De dichter en wijze Valmiki heeft het epos naar schatting tussen 750 en 500 v.Chr. in een bepaald metrum gezet om het gemakkelijker te kunnen onthouden. Er bestaan ook een Ramayana van Tulsidas en een Adhyatma Ramayana. Het epos is als orale literatuur gedurende talloze generaties doorverteld, maar het oudste gevonden manuscript wordt gesitueerd omstreeks het jaar 1000 n.Chr. — in India schreef men toen op palmbladeren. In totaal zijn er een 2000-tal gedeeltelijke of volledige manuscripten gevonden. De Ramayana bevat zo'n 24.000 verzen op 50.000 regels.
Het is het verhaal over prins Rama, zijn broer Lakshmana en zijn vrouw Sita. De hoofdlijn van het verhaal betreft de ontvoering van Sita door de asura Ravana. Ze wordt meegenomen naar Lanka (de stad met de gouden muren). Uiteindelijk doodt Rama Ravana met de hulp van Hanuman. Daarnaast zijn er veel andere verhalen in het epos opgenomen.

## Afbeeldingen

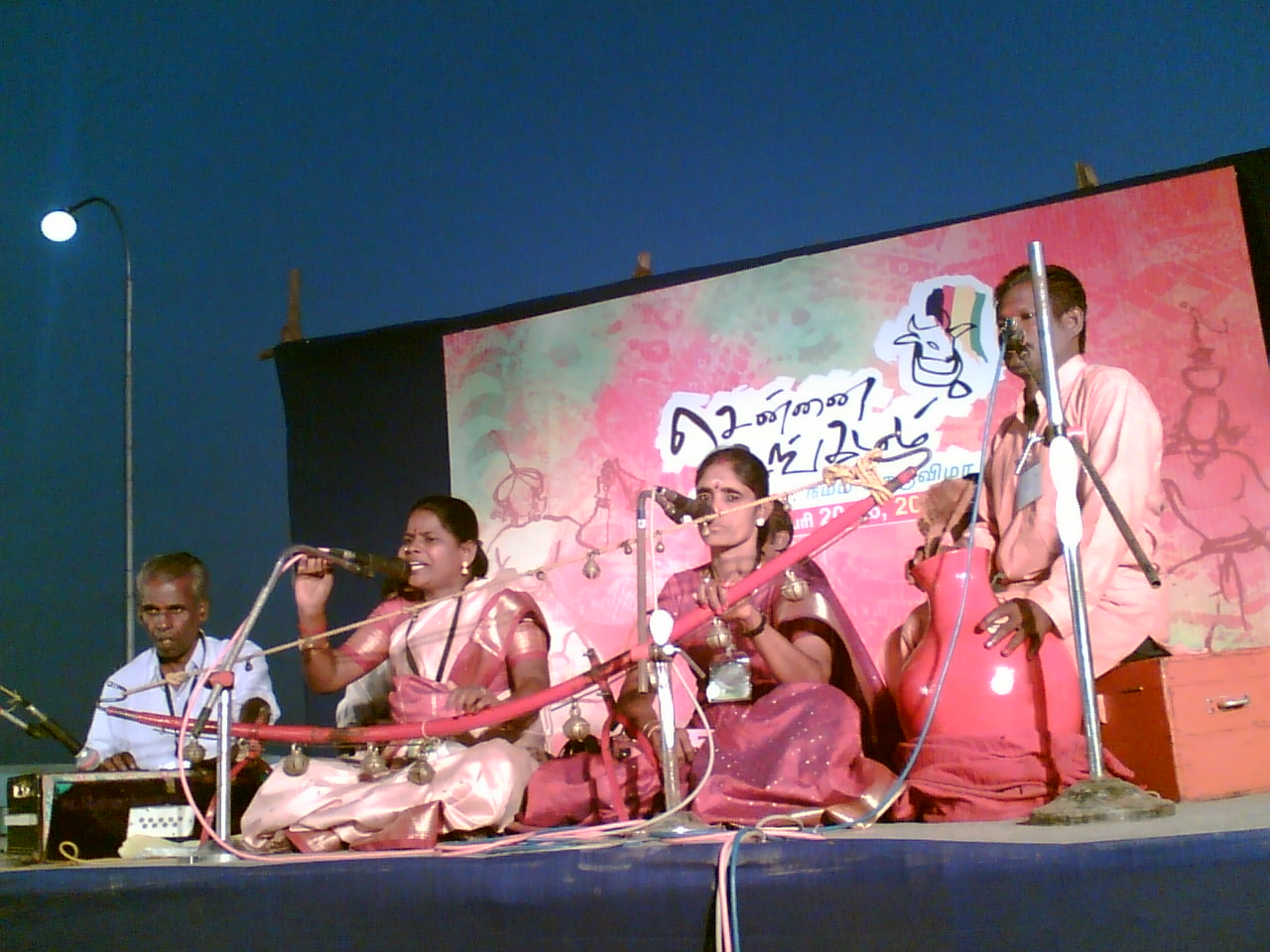
De Ramayana wordt voorgedragen tijdens een cultureel festival.
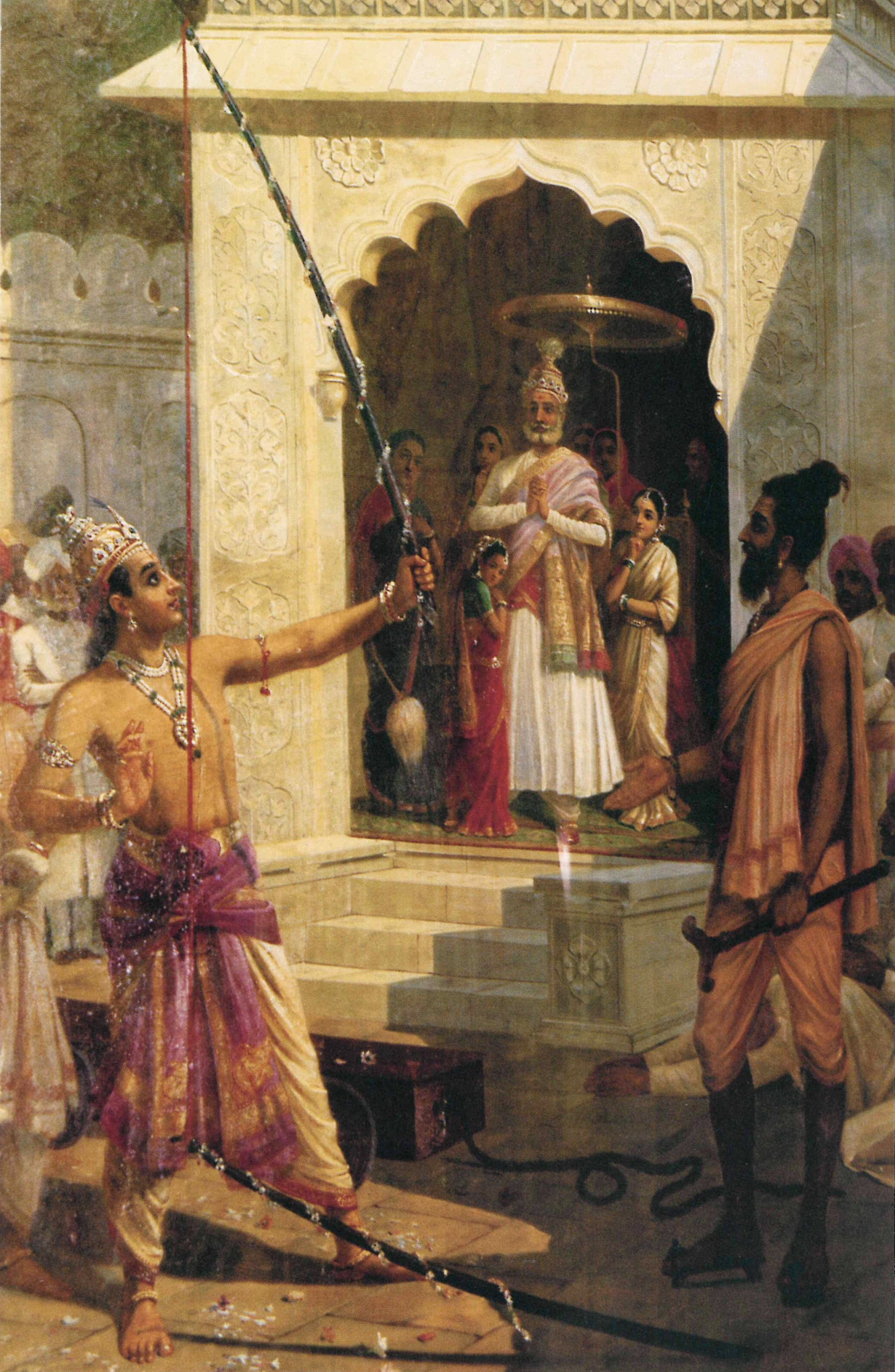
Rama breekt de boog van Shiva en wint zo Sita als bruid.
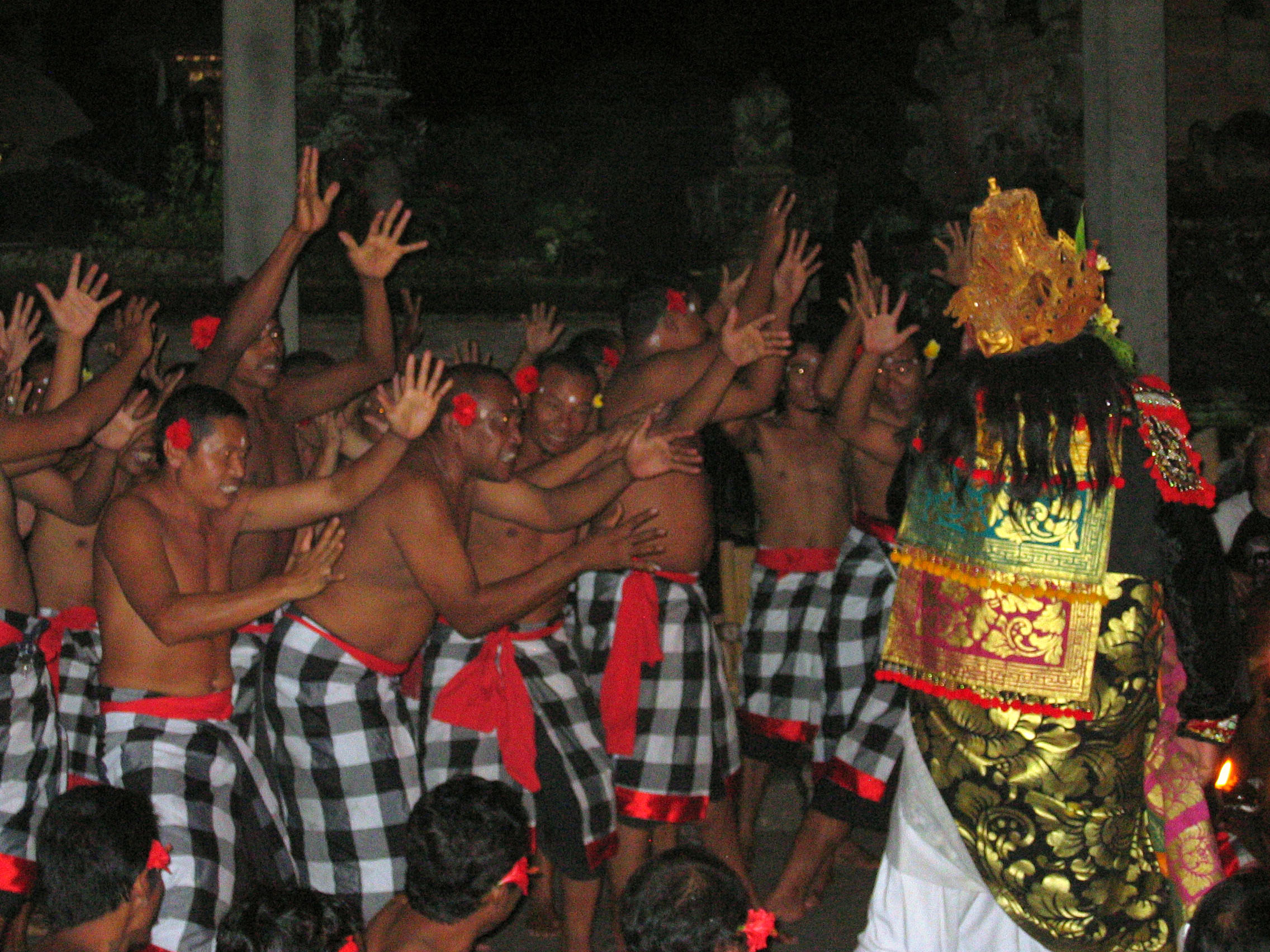
Ravana vangt Sita (voorstelling op Bali).
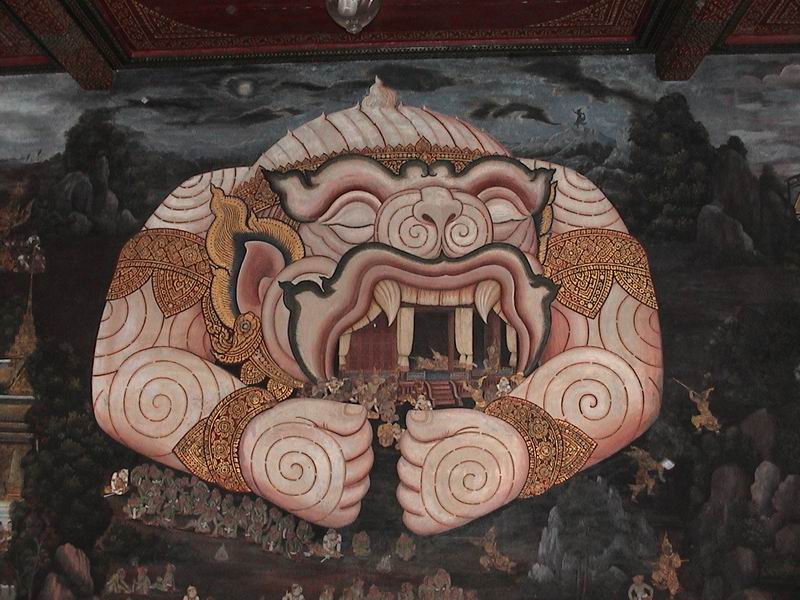
Hanuman maakt zijn lichaam groot om het paviljoen van Rama te beschermen.
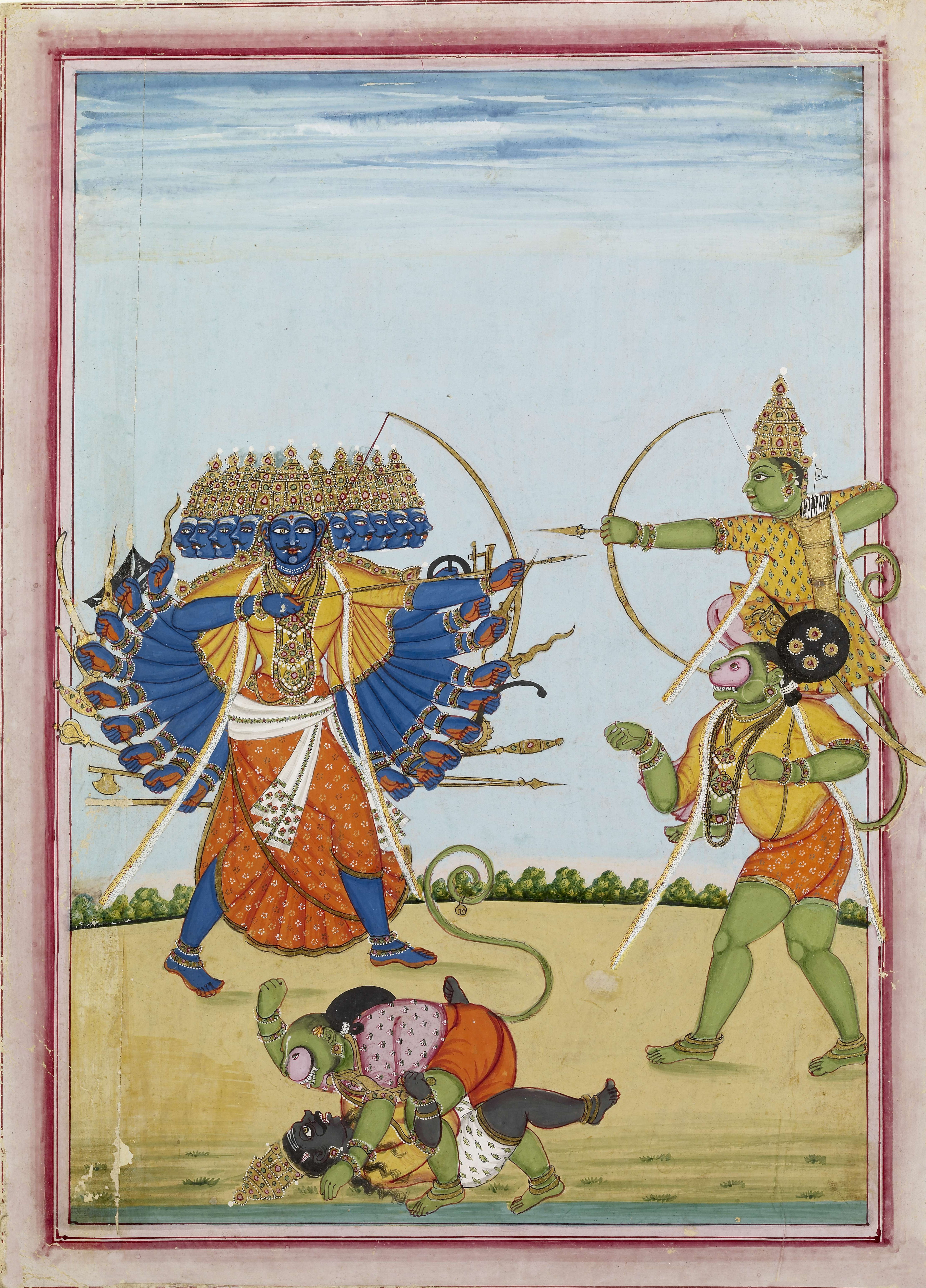
Rama en Hanuman vechten tegen Ravana.
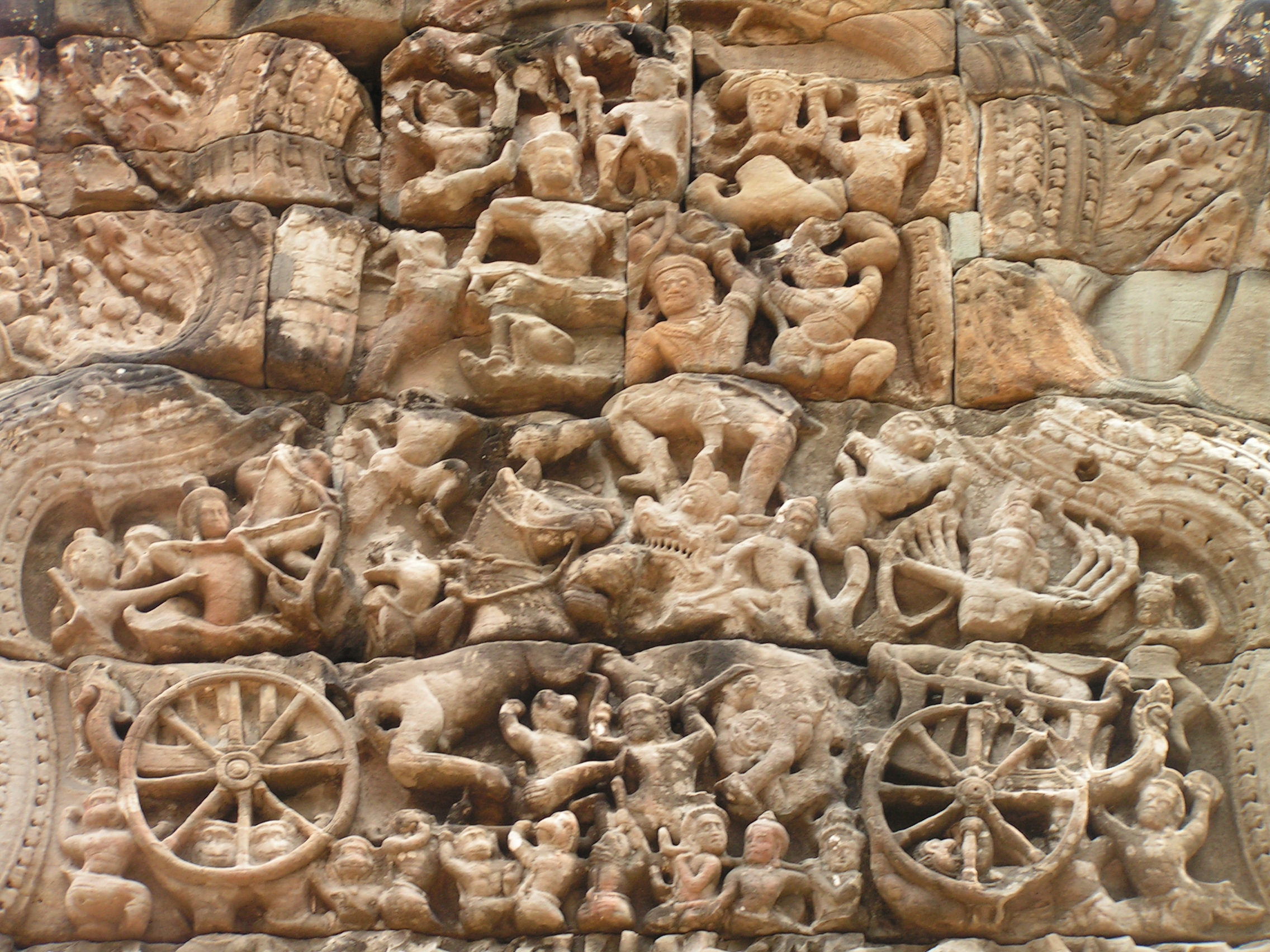
Het gevecht bij Lanka (de stad van Ravana), tempel in Angkor
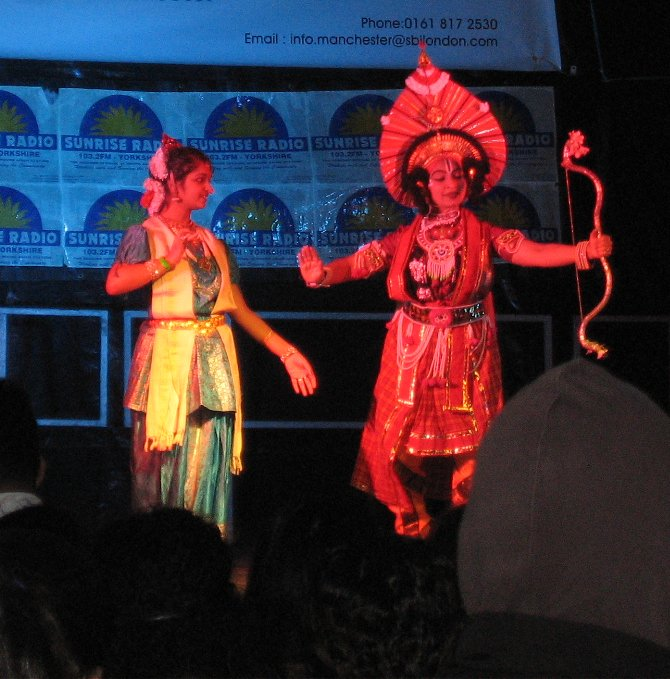
Rama en Sita zijn eindelijk samen (voorstelling in Manchester).
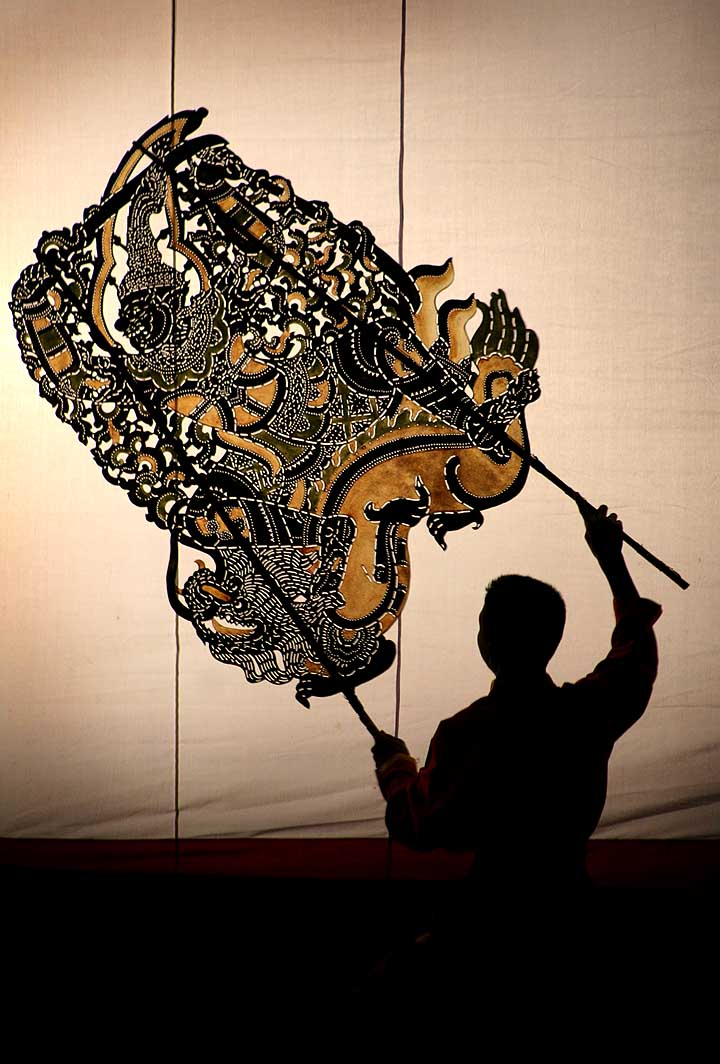
Nang Yai-pop uit Thailand
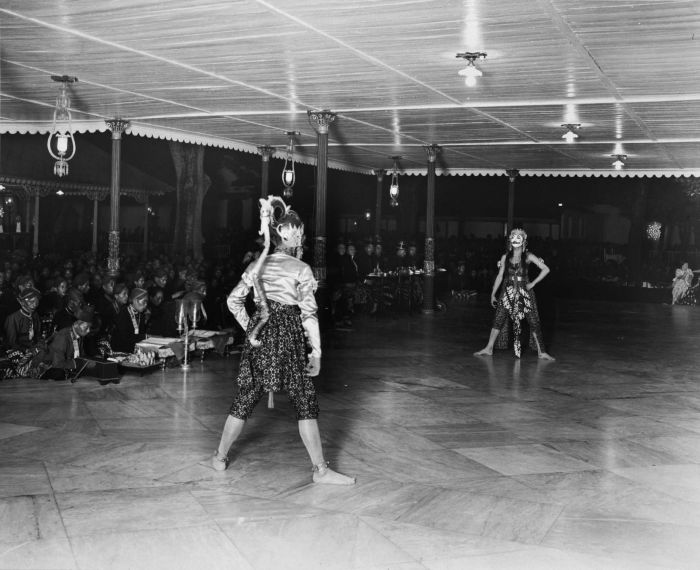
Wayang-wong dansvoorstelling met twee gemaskerde dansers waaronder één voorstellende Hanuman tijdens een ontvangst in het kraton van Yogyakarta

### Uitgave
- Vālmīki, Rāmāyaṇa. Critical Edition, bezorgd door G. H. Bhatt en Umakant Premanand Shah, 7 dln., Oriental Institute, Baroda, 1960-1975

### Vertalingen
- Rāmāyaṇa of Vālmīki. An Epic of Ancient India, vertaald door Robert P. Goldman e.a., 7 dln., 1984-2016
- Le Râmâyana de Vâlmîki illustré par les miniatures indiennes du XVIe au XIXe siècles, integrale vertaling uit het Sanskriet, 7 dln., 2011, ISBN 9782903656768
- Valmiki, Ramayana, Engelse vertaling van Ralph T. H. Griffith, 1870-74

### Ingekorte versies en bloemlezingen
- De Ramayana van Valmiki. Deel I. Balakanda - Rama's jeugd , vertaald uit het Engels van de Goldman-editie, Stichting School voor Filosofie, 2004
- Ramayana. Een oud-Indisch epos vol mythen en religieuze beschouwingen, vertaald uit het Sanskriet door Hendrik Verbruggen, 1992, ISBN 9789062718283
- Ramayana. De prins van Ayodhya, Nederlandse vertaling door Georges van Vreckhem van de Engelse navertelling door D.S. Sarma, 1987, ISBN 9789020233148